# Ляніно (Новосибірська область)
Ляніно (рос. Лянино) — село у Здвінському районі Новосибірської області Російської Федерації.
Входить до складу муніципального утворення Лянінська сільрада. Населення становить 767 осіб (2010).

## Історія
Згідно із законом від 2 червня 2004 року органом місцевого самоврядування є Лянінська сільрада.

## Населення
| 1926 | 2002 | 2007 | 2010 |
| ---- | ---- | ---- | ---- |
| 1443 | ↘854 | ↘828 | ↘767 |